# Badarzewska (cratère)
Badarzewska est un cratère d'impact présent sur la surface de Vénus. 
Le cratère a ainsi été nommé par l'Union astronomique internationale en 1991 en hommage à la compositrice polonaise Tekla Bądarzewska (1834-1861).  
Son diamètre est de 29,6 km. Il se situe dans la région du quadrangle de Thetis Regio (quadrangle V-36). 